# Cybister fimbriolatus
Cybister fimbriolatus es una especie de escarabajo del género Cybister, familia Dytiscidae. Fue descrita científicamente por Say en 1825.

## Subespecies
- Cybister fimbriolatus crotchi Wilke, 1920
- Cybister fimbriolatus fimbriolatus (Say, 1825)

## Distribución geográfica
Habita en América del Norte.